# Годейн, Авраам
Авраам Годейн (нидерл. Abraham Godijn, Abraham Godyn, Goddijn, Goddyn; 1655, Антверпен — 1724, Антверпен) — нидерландский (фламандский) живописец. Мастер монументально-декоративных росписей. Работал в Антверпене и придворным живописцем в Праге.

## Биография
Подробности о жизни художника крайне скудны. Авраам (Абрахам) Годейн, вероятно, родился в 1655 или 1656 году в Антверпене, где позднее учился у фламандского живописца Хендрика Херрегутса. В 1681 году он стал членом «Братства пожилых молодых людей» (Sodaliteit van de Bejaerde Jongmans), сообщества холостяков, созданного орденом иезуитов. Вскоре после этого он отправился в Италию. Его работы были хорошо приняты в Риме, где он стал придворным художником Ватикана и получил титул «Живописец канцелярии его императорского и католического величества».
В 1690 году Годейн переехал в Прагу, где работал придворным художником до 1698 года. Он получил заказ на роспись фресок в Летнем дворце (Тройском замке) в Праге для Венцеля Альберта, графа Штернберкского, над которыми трудился со своим братом Исааком и другими художниками.
В Антверпене 18 сентября 1711 года он стал мастером местной Гильдии Святого Луки, а в 1716 году — «Братства романистов» (общества нидерландских художников, работавших в Риме). В 1723 году он стал деканом Братства. Дата и место его смерти неизвестны.
У Авраама Годейна было много учеников в Праге и Антверпене, самым выдающимся из которых был Мартен Йозеф Герартс.

## Творчество
Очень немногие из его работ сохранились. Годейн был художником исторического жанра и декоративных росписей в архитектуре. Его самые известные работы — фрески, которые граф Штернберк заказал ему в главной комнате Тройского замка. композиции, которые он выполнил в период с 1691 по 1697 год с помощью своего брата Исаака, считаются одними из лучших образцов фресковых росписей в стиле барокко в Северной Европе. В этих росписях, посвящённых истории династии Габсбургов, использованы иллюзионистские эффекты «обманок» (фр. trompe-l'œil) и квадратуры.
Общая композиция следует барочной схеме архитектонического символизма, в соответствии с которой потолок изображает небесный мир, а стены — земной. Потолок украшен небесными существами, призванными охранять свыше территории империи Габсбургов. Под падугами ангелы и путти парят перед архитектурой «trompe-l'œil», изображающей сцены из истории Габсбургов. Oдна из сцен на стенах посвящена победе Леопольда I, императора Священной Римской империи, над турками. Вдоль боковых стен в технике гризайль иллюзорно представлены «статуи» и «бюсты» правителей семьи Габсбургов.

## Росписи «Зала Славы» Тройского замка. Между 1691 и 1697. Прага

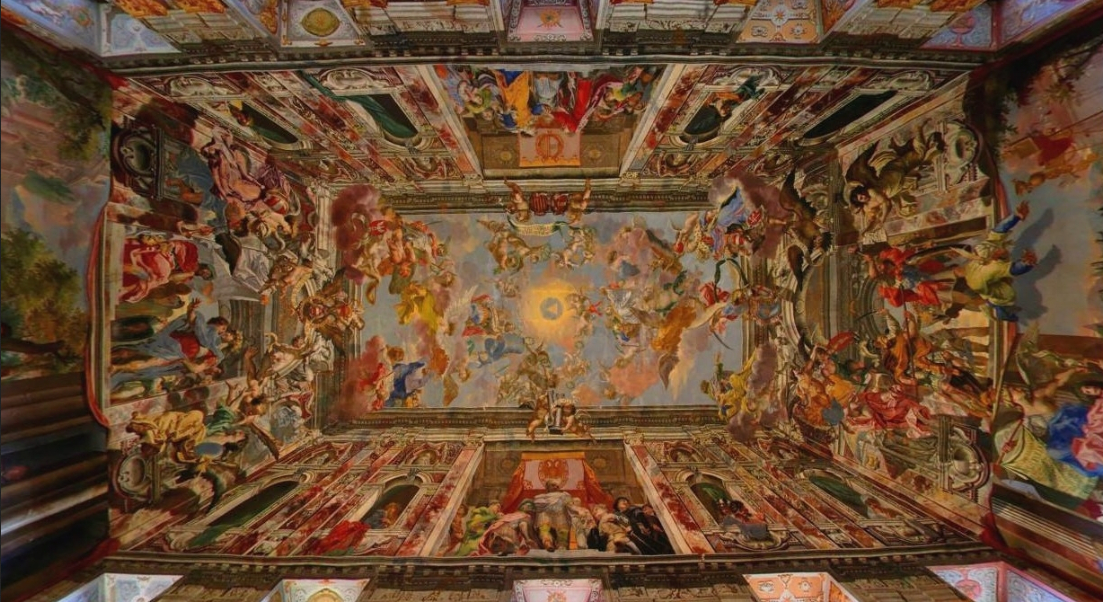
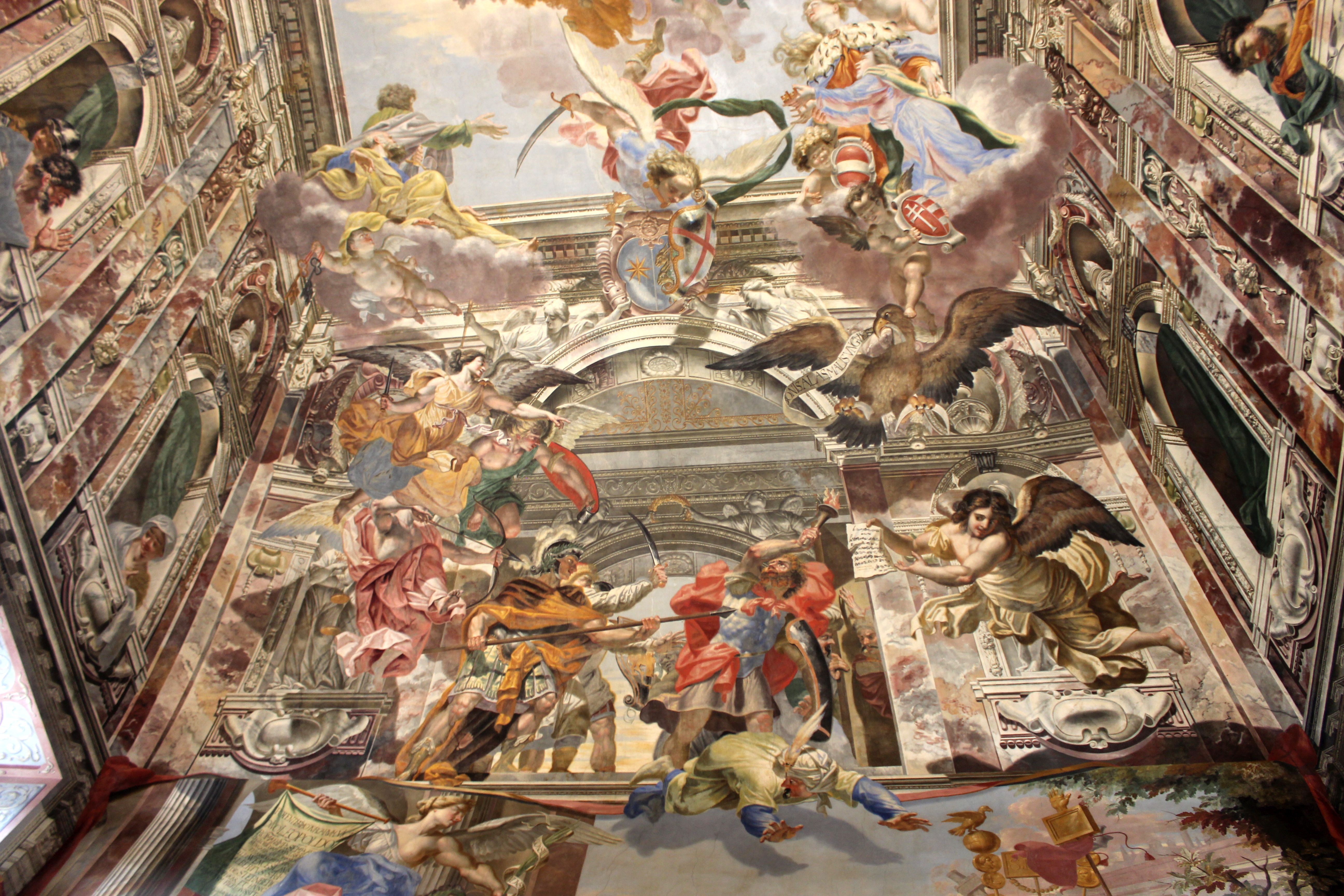
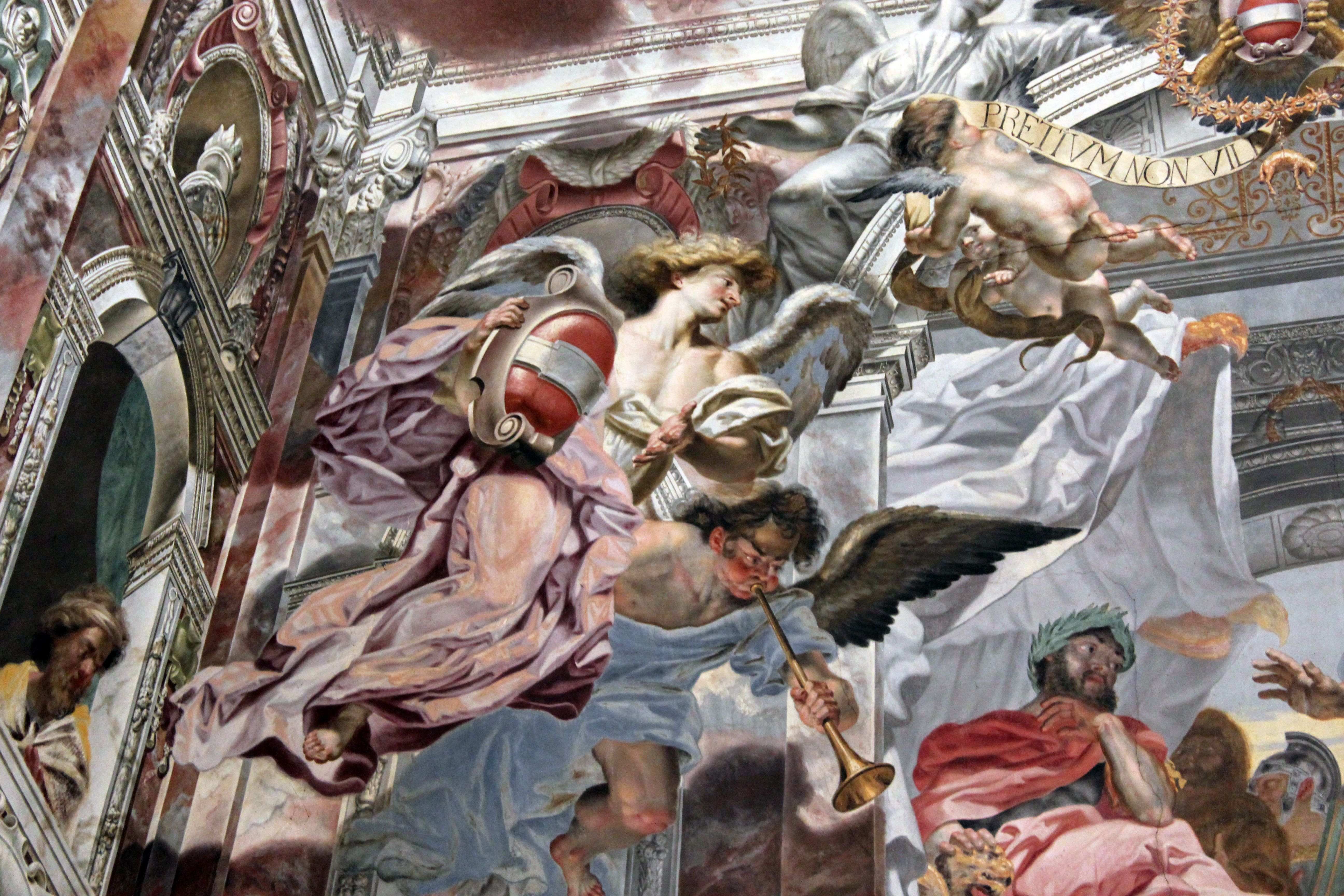
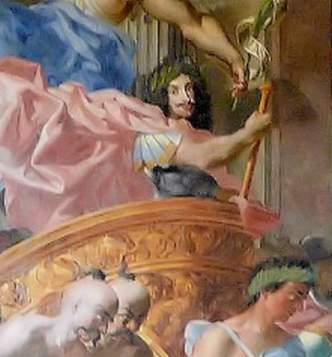